# 相对方氏私己厅
相对方氏私己厅，位于中华人民共和国浙江省衢州市衢江区周家乡，是浙江省省级文物保护单位之一。
2017年1月19日，相对方氏私己厅被列入第七批浙江省文物保护单位，该文物保护单位是一座古建筑。